# Disques Festival
La maison de disques Festival a été fondée avant 1953. Elle était patronnée par Radio-Luxembourg. Elle fut créée par Louis Merlin.
Elle sera rachetée par la firme Musidisc en 1970 qui en exploitera le catalogue.

## Nomenclature, sous labels et collections de disque de cette maison
- Chants et Danses Traditionnels De France,
- Festival Classique,
- Festival Line,
- Festival, Paris,
- Festival Victory
- Folklore D'Auvergne,
- Jazz A Danser,
- Panorama Du Monde,
- Poètes Immortels,
- Rock Original Hits,
- Signe De Piste

## Artistes (liste non exhaustive)
- Alan Gate (pseudonyme de Pierre Gossez)
- Vonny Berger
- Big Boss
- Jean Cambon
- Raymond Caral
- Antoine Ciosi
- Pia Colombo
- Michel Delpech
- Jean-Pierre Eizner
- Michel Fugain
- Fred Gérard
- Les Frères Jacques
- Marie Laforêt
- Dupont et Pondu
- Jackie Lawrence
- Louis Ledrich
- Gérard Lenorman en 1969 et 1970
- Marie-José
- Luis Machaco
- Yves Mathieu
- Jean-Paul Mauric
- Mario Melfi
- Nino de Murcia
- André Paquinet
- Bruno Sartène
- Pierre Spiers
- Rudy Castell
- Les Surfs
- Benny Vasseur
- Les Vautours
- André Verchuren
- Pierre Cochereau aux grandes orgues de Notre Dame de Paris